# Cambridge (Maine)
Cambridge és una població dels Estats Units a l'estat de Maine (EUA). Segons el cens del 2000 tenia 492 habitants.

## Demografia
Segons el cens del 2000, Cambridge tenia 492 habitants, 193 habitatges, i 147 famílies. La densitat de població era de 9,8 habitants per km².
Dels 193 habitatges en un 31,6% hi vivien nens de menys de 18 anys, en un 67,4% hi vivien parelles casades, en un 3,6% dones solteres, i en un 23,8% no eren unitats familiars. En el 19,7% dels habitatges hi vivien persones soles el 5,7% de les quals corresponia a persones de 65 anys o més que vivien soles. El nombre mitjà de persones vivint en cada habitatge era de 2,55 i el nombre mitjà de persones que vivien en cada família era de 2,86.
Per edats la població es repartia de la següent manera: un 23,6% tenia menys de 18 anys, un 6,5% entre 18 i 24, un 26,2% entre 25 i 44, un 29,3% de 45 a 60 i un 14,4% 65 anys o més.
L'edat mediana era de 41 anys. Per cada 100 dones de 18 o més anys hi havia 100 homes.
La renda mediana per habitatge era de 28.516 $ i la renda mediana per família de 28.942 $. Els homes tenien una renda mediana de 28.438 $ mentre que les dones 20.521 $. La renda per capita de la població era de 12.624 $. Entorn del 8,9% de les famílies i el 13,7% de la població estaven per davall del llindar de pobresa.